# HYPNAGOGIA
『HYPNAGOGIA』（ヒプナゴギア）は、2005年にロンドンで初演された藤沢文翁原作の舞台作品。ある売れないピアニストが、夢の中に現れる女性に出会った事で、そこから劇的に運命が変わっていくという物語。

## 概要
藤沢文翁がロンドンで旗揚げした劇団GALYUの公演作品。2006年エンジェルのキングズ・ヘッド・シアターにて英語で上演され、大絶賛を浴びた。その後、再演される事はなかったが、2009年日本でSOUND THEATREにより再演された。元々はストレートプレイであった本作品は、2009年の再演にあたり『新感覚　音楽朗読劇ヒプナゴギア』として書き換えられている。その際、生演奏に加え落語家の柳家花緑、声優の山寺宏一の朗読、そしてセントウェーヴという香りを発生させる装置を使用し、「目に見えないものを使い、見えないものを浮かび上がらせるステージ」と銘打たれた。2011年に再々演され、キャストは山寺宏一・柳家花緑に加えて林原めぐみが出演した。また「音　香り　音楽」を使用する舞台ということで、視覚障害者も同時に楽しめる演劇であり、一公演を障害者の為のバリアフリー公演としてオープンした。2013年には土屋雄作が音楽監督に就任しシアタークリエ版として復活。2018年には藤沢文翁とソニー・ミュージックエンタテインメントによる音楽朗読劇プロジェクトREADING HIGHの第2回公演として上演される。

## STORY
場末のBARでピアニストをしていた男の夢に
ある日、一人の少女が現れ、それによって作曲の才能を身につけてしまう。
しかし、その超人的な能力と引き換えに、体は痛めつけられてゆく
それに気付いた親友の医者は、彼を助けようと奔走するが、同時にそれは少女の消滅も意味していた....

## 公演記録

### 2005年度版（ロンドン）
- 作：藤沢文翁
- 演出：Felix Pace
- 劇場：The Kings Head(http://www.kingsheadtheatre.com/main.html)115 Upper Street Islington London N1
- 協賛：日本航空株式会社

### 2009年度版
スタッフ
- 作 演出：藤沢文翁
- 作曲：稲本響
- 美術：松村あや
- 照明：笠原俊幸
- 衣裳：若松哲
- ヘア&メイク：川端富生
- 音響：志茂剛　高橋秀雄　水野亮
- 舞台監督：北条孝　有馬則純
- 香り：プロモツール株式会社
- 企画制作：（株）インクエンターテイメント／青年座映画放送株式会社
- 劇場：アサヒ・アートスクエア

キャスト
- 作曲家：山寺宏一
- 医者：柳家花緑
- 夢の女：真中瞳
- ピアノ：稲本響
- ヒューマンビートボックス：MaL

トリビア
- 劇中（2009年）に使用された花の香りは忍冬（すいかずら）であった。
- 今までにないスタイルと、完成度の高さを三ツ矢雄二や戸田恵子らが絶賛した。
- 2011年7月 DVD発売が決まった。

### 2011年度版
スタッフ
- 作 演出：藤沢文翁
- 作曲：稲本響
- 美術：松井亮（建築家）
- 照明：笠原俊幸
- 衣裳：若松哲
- ヘア&メイク：川端富生
- 音響：志茂剛　高橋秀雄　水野亮
- 舞台監督：北条孝　有馬則純
- 香り：有藤文香（アロマセラピスト）
- 企画制作：（株）M-site/青年座映画放送株式会社
- 劇場：日本橋三井ホール(コレド室町）

キャスト
- 作曲家：山寺宏一
- 医者：柳家花緑
- 夢の女：林原めぐみ
- ピアノ：稲本響
- ヒューマンビートボックス：MaL

#### 備考
本公演は東日本大震災の翌日に幕を開け、震災後一番早く幕を開けた舞台と言われている。そのため、上演したにもかかわらず「来場いただけなかったお客様には、いかなる理由であろうと全額払い戻し致します」と告知された。会場には募金箱が設置され、プログラムの売り上げ金一部が義援金として寄付された。また、キャスト陣にも東北に親戚を持つ者もおり、山寺宏一は宮城県出身であった。
上演前には演出家の藤沢文翁がステージに現れ、「『こんな時に不謹慎』と言われるかもしれないが『こんな時だからこそ』と思い立った。賛否両論あるかもしれないが、御批判は受け止める覚悟で上演を決定した」とスピーチした。その後、販売されたDVDの売り上げ一部も義援金に回される事が決定した。

### 2013年度版
スタッフ
- 作・脚本・演出：藤沢文翁
- 音楽監督：土屋雄作
- 香り監督：有藤文香
- 舞台監督：黒田大輔
- 照明：久保良明
- 音響：佐藤日出夫・新堀大輔
- 美術：熊野顕示・伊久美和孝
- 特効：兒嶋洋一郎
- ヘアメイク：MAMI
- 衣裳：東宝舞台
- 制作：武冨佳菜
- プロデューサー：篠崎勇己・関恭一 (東宝)
- 制作協力：アハバ音楽工房
- 製作：東宝
- 劇場：日比谷シアタークリエ

キャスト
- 作曲家：北村有起哉
- 医者：米倉利紀
- 夢の女：彩吹真央
- ピアノ：飯田俊明
- チェロ：井上真那美

### 2018年度版
スタッフ
- 原作・脚本・演出：藤沢文翁
- 音楽監督：村中俊之
- 製作：Zeppライブ
- 主催：ソニー・ミュージックエンタテインメント
- 劇場：Billboard Live TOKYO

キャスト
- ピアニスト：山寺宏一
- 医者：大塚明夫
- 夢の中の女：林原めぐみ

## DVD
- Sound Theatre 新感覚・音楽朗読劇 HYPNAGOGIA（作／演出:藤沢文翁、主演：山寺宏一、林原めぐみ、柳家花緑、音楽：稲本響）